# Dede Allen
Dorothea Carothers (Dede) Allen (Cleveland, 3 december 1923 – Los Angeles, 17 april 2010) was een Amerikaanse filmmonteur. Ze werkte samen met regisseurs als Sidney Lumet, Elia Kazan en George Roy Hill en werd tijdens haar carrière genomineerd voor drie Oscars.

## Biografie
Dede Allen werd in 1923 geboren als de dochter van actrice Dorothea Corothers en Union Carbide-directeur Thomas H.C. Allen III. Ze studeerde aan Scripps College in Claremont (Californië).
Ze begon haar filmcarrière als boodschapper en werkte zich op tot monteur bij Columbia Pictures. Aan het begin van haar carrière was regisseur Robert Wise, zelf een gewezen monteur, haar mentor. In de jaren 1960 brak ze door met de montage van bekende films als The Hustler (1961) en Bonnie and Clyde (1967). Een decennium later werkte ze met Sidney Lumet samen aan Serpico (1973) en Dog Day Afternoon (1975). Die laatste film leverde haar een eerste Oscarnominatie op. Nadien monteerde Allen ook bekende producties als Reds (1981), The Breakfast Club (1985) en The Addams Family (1991).
In 1992 werd Allen hoofd van post-productie bij Warner Brothers. Pas in 2000 monteerde ze met Wonder Boys opnieuw een film. Het leverde haar een derde en tevens laatste Oscarnominatie op.
Allen huwde in 1945 met Stephen Fleischman, met wie ze een zoon en een dochter kreeg. Haar zoon Tom Fleischman is een geluidsmonteur en -mixer die regelmatig samenwerkt met regisseur Martin Scorsese. In 2012 won hij een Oscar voor zijn werk aan Hugo (2011). Haar dochter Ramey E. Ward werkte in de jaren 1980 als productie-assistente mee aan onder meer Ferris Bueller's Day Off (1986). Allen overleed in 2010 na een beroerte. Ze werd 86 jaar.

## Prijzen en nominaties

### Academy Award
- Beste montage – Dog Day Afternoon (1975) (genomineerd)
- Beste montage – Reds (1981) (genomineerd)
- Beste montage – Wonder Boys (2000) (genomineerd)

### BAFTA Award
- Beste montage – Dog Day Afternoon (1975) (genomineerd)

### American Cinema Editors Award
- Beste montage – The Hustler (1961) (genomineerd)
- Beste montage – Bonnie and Clyde (1967) (genomineerd)
- Beste montage – Reds (1981) (genomineerd)

In 1994 kreeg Allen een oeuvreprijs van de American Cinema Editors.

## Filmografie
| - Because of Eve (1948) - Terror from the Year 5000 (1958) - Odds Against Tomorrow (1959) - The Fisherman and His Soul (1961) - The Hustler (1961) - America, America (1963) - Bonnie and Clyde (1967) - Rachel, Rachel (1968) - Alice's Restaurant (1969) - Little Big Man (1970) - Slaughterhouse-Five (1972) - Serpico (1973) - Night Moves (1975) - Dog Day Afternoon (1975) - The Missouri Breaks (1976) - Slap Shot (1977) - The Wiz (1978) |  | - Reds (1981) - Harry & Son (1984) - Mike's Murder (1984) - The Breakfast Club (1985) - Off Beat (1986) - The Milagro Beanfield War (1988) - Let It Ride (1989) - Henry & June (1990) - The Addams Family (1991) - Wonder Boys (2000) - John Q (2002) - The Final Cut (2004) - Have Dreams, Will Travel (2007) - Fireflies in the Garden (2008) |